# Сапожинська сільська рада
Сапожи́нська сільська́ ра́да — орган місцевого самоврядування в Корецькому районі Рівненської області. Адміністративний центр — село Сапожин.

## Загальні відомості
- Сапожинська сільська рада утворена в 1989 році.
- Територія ради: 18,601 км²
- Населення ради: 663 особи (станом на 2001 рік)

## Населені пункти
Сільській раді підпорядковані населені пункти:
- с. Сапожин

## Склад ради
Рада складається з 14 депутатів та голови.
- Голова ради: Кальчук Петро Миколайович
- Секретар ради: Супрунюк Тамара Михайлівна

### Керівний склад попередніх скликань
| Прізвище, ім'я, по батькові | Основні відомості                                                                                                | Дата обрання | Дата звільнення |
| --------------------------- | --- | ------------ | --------------- |
| Кальчук Петро Миколайович   | Сільський голова, 1970 року народження, освіта середня спеціальна, член Всеукраїнського об'єднання «Батьківщина» | 26.03.2006   | 31.10.2010      |
| Кальчук Петро Миколайович   | Сільський голова, 1970 року народження, освіта середня спеціальна, безпартійний                                  | 31.10.2010   |                 |

Примітка: таблиця складена за даними сайту Верховної Ради України